# Marguerite Priola
Marguerite-Marie-Sophie Polliart ou Poliart, connue sous son nom de scène Priola, née le 2 octobre 1849 à Paris et morte le 27 octobre 1876 à Marseille, est une soprano française d'opéra.

## Biographie
Elle fait ses débuts en janvier 1869, au Concerts Pasdeloup, interprétant la Juliette du Roméo et Juliette de Nicola Vaccai. Le 6 avril 1869 à Paris dans le rôle de la Messagère de la paix dans la première production française de Rienzi de Richard Wagner au Théâtre-Lyrique. Elle crée le 10 mai le rôle de la duchesse dans le Don Quichotte d'Ernest Boulanger. Jusqu'en 1874, elle mène une brillante carrière à l'Opéra-Comique, où elle interprète principalement des rôles de soprano colorature. En 1870, elle y crée notamment un rôle principal du Rêve d'amour dernière œuvre de Daniel-François-Esprit Auber. Elle y crée  aussi plusieurs rôles, dont la princesse Elsbeth dans Fantasio de Jacques Offenbach en janvier 1872, Maritana dans Don César de Bazan de Jules Massenet en novembre 1872 et Javotte dans Le roi l'a dit de Léo Delibes en mai 1873. En 1874, elle chante le grand air de La Fille du régiment de Gaetano Donizetti.
En 1876, elle rejoint l'Opéra de Marseille. Elle y incarne Philine dans Mignon d'Ambroise Thomas. Incapable d'utiliser sa voix au maximum de ses capacités en raison d'une maladie, elle est huée tout au long de la représentation, causant un scandale dans le milieu artistique. La maladie se transforme en une grave fièvre typhoïde et elle meurt trois semaines plus tard à l'âge de 27 ans,. Elle est enterrée le 19 décembre 1876 à au cimetière de Montmartre. Plusieurs artistes participeront à la cérémonie d'inhumation : on y a trouvé Ambroise Thomas, Léon Carvalho, Adolphe de Leuven, Eugène Ritt, Jules Pasdeloup. Pendant la cérémonie, ont été chantés un Pie Jesu par Thierry et un Agnus Dei par Caron. Lors de l'inhumation, Jules Pasdeloup et Antoine Ponchard ont rendu hommage à Marguerite Priola.